# Hermanas Siervas de la Inmaculada
La Congregación Hermanas Siervas de la Inmaculada (oficialmente en italiano: Congregazione Suore Ancelle dell'Immacolata) es una congregación religiosa católica femenina de derecho pontificio, fundada por el sacerdote italiano Donato Giannotti, en Santa Maria Capua Vetere, el 30 de mayo de 1906. A las religiosas de este instituto se les conoce como Siervas de la Inmaculada y posponen a sus nombres las siglas S.A.I.

## Historia
En 1872 el sacerdote italiano Donato Giannotti fundó un orfanato para niños y otro para niñas, en una casa arrendada en Santa Maria Capua Vetere, en la Provincia de Caserta. Con el tiempo, algunas de las niñas que alcanzaron la mayoría de edad, decidieron iniciar un instituto dedicado a la atención de las niñas huérfanas. La primera obra fue llamada Pío Retiro de María Inmaculada, donde tanto las religiosas como las niñas vivían en común, siguiendo las constituciones inspiradas por Gianotti. Con el beneplácito del cardenal Apuzzo la asociación se inscribió a la Tercera Orden de San Francisco. El 30 de mayo de 1906, fecha considerada como la de la fundación oficial, vistieron el hábito las primeras religiosas, eligiendo como superiora a María Salvatore Arena.
A la muerte del fundador (1914), las religiosas de María Inmaculada se fueron convirtiendo, según las circunstancias del tiempo, en monjas de estricta clausura, pero desde donde llevaban el apostolado con las niñas huérfanas y la obra litúrgica. Por ello, en la primera etapa del instituto se limitaron solo a mantener la casa madre. Fue en 1925, cuando por primera vez abren otra comunidad, en el seminario de Capua y luego en otras ciudades de la provincia de Caserta.
El 15 de septiembre de 1938, el instituto fue aprobado como congregación religiosa de derecho diocesano, tomando el nombre de Hermanas Siervas de la Inmaculada. Recibió la aprobación pontificia el 24 de mayo de 1947, lo que permitió otro periodo de expansión por Italia y más tarde abrir las misiones de Brasil y Filipinas.

## Organización
La Congregación Hermanas Siervas de la Inmaculada  es un instituto religioso centralizado, cuyo gobierno lo ejerce la superiora general, coadyuvada por su consejo. La sede central se encuentra en Santa María Capua Vetere (Italia).
Las Siervas de la Inmaculada viven en pobreza según el espíritu franciscano y se dedican a las obras de misericordia, especialmente a la atención de la infancia desprotegida u abandonada, en los orfanatos de su propiedad. En 2015, eran unas 124 religiosas y poseían 21 casas y misiones, presentes en: Brasil, Filipinas e Italia.
La congregación, desde 1918, es miembro de la Familia Franciscana.